# Гогошу (Мехедінць)
Гогошу (рум. Gogoșu) — село у повіті Мехедінць в Румунії. Входить до складу комуни Гогошу.
Село розташоване на відстані 278 км на захід від Бухареста, 29 км на південь від Дробета-Турну-Северина, 97 км на захід від Крайови.

## Населення
За даними перепису населення 2002 року у селі проживали 1205 осіб, усі — румуни. Усі жителі села рідною мовою назвали румунську.